# كين ويليامسون
كين ويليامسون (بالإنجليزية: Ken Williamson)‏ (7 أغسطس 1928 في المملكة المتحدة - 9 مايو 2000 في المملكة المتحدة) هو لاعب كرة قدم بريطاني في مركز مهاجم داخلي. لعب مع نادي مقاطعة دورهام للكريكت ‏ وبيشوب أوكلاند ‏ وكروك تاون ‏ ودارلينجتون إف سى.